# Heliotropium pterocarpum
Heliotropium pterocarpum là loài thực vật có hoa trong họ Mồ hôi. Loài này được (DC. & A.DC.) Hochst. & Steud. ex Bunge mô tả khoa học đầu tiên năm 1869.